# Beaumetz
Beaumetz település Franciaországban, Somme megyében. Lakosainak száma 217 fő (2022. január 1.). Beaumetz Prouville, Bernaville, Domléger-Longvillers, Fransu, Mesnil-Domqueur és Ribeaucourt községekkel határos.

## Népesség
A település népességének változása:
| Lakosok száma | 236  | 234  | 231  | 226  | 224  | 220  | 220  | 219  | 217  |
|               | 2013 | 2015 | 2016 | 2017 | 2018 | 2019 | 2020 | 2021 | 2022 |